# 1 Pegasi
1 Pegasi, som är stjärnans Flamsteed-beteckning, är en trippelstjärna belägen i den östra delen av stjärnbilden Pegasus. Den har en kombinerad skenbar magnitud på ca 4,09 och är svagt synlig för blotta ögat där ljusföroreningar ej förekommer. Baserat på parallaxmätning inom Hipparcosuppdraget på ca 20,9 mas, beräknas den befinna sig på ett avstånd på ca 156 ljusår (ca 48 parsek) från solen. Den rör sig närmare solen med en heliocentrisk radialhastighet av ca -11 km/s.

## Egenskaper
Primärstjärnan 1 Pegasi A är en orange till gul jättestjärna av spektralklass K1 III, som förbrukat förrådet av väte i dess kärna och utvecklas bort från huvudserien. Den har en massa som är ca 1,6 solmassor, en radie som är ca 12 solradier och utsänder ca 72 gånger mera energi än solen från dess fotosfär vid en effektiv temperatur på ca 4 600 K.
1 Pegasi har flera följeslagare utöver primärstjärnan. Den ljusaste, 1 Pegasi B, är en stjärna av magnitud 9,3 och spektralklass av K0 V, som kretsar med en vinkelseparation på 36,6 bågsekunder från primärstjärnan. Den är i sig en enkelsidig spektroskopisk dubbelstjärna med en omloppsperiod på 3,042 ± 0,011 år och excentricitet av 0,290 ± 0,022. Visuella följeslagare, 1 Pegasi C, av magnitud 12,9 och separationen 64,7 bågsekunder, och 1 Pegasi D, av magnitud 9,6 och separationen 5,3 bågsekunder, har också rapporterats.